# Strzelectwo na Letnich Igrzyskach Olimpijskich 1912 – runda pojedyncza do sylwetki jelenia
Strzelanie do sylwetki jelenia - runda pojedyncza było jedną z konkurencji strzeleckich rozgrywanych podczas V Igrzysk Olimpijskich w Sztokholmie. Zawody zostały rozegrane w dniach 28 czerwca - 1 lipca w Kaknäs.
W zawodach wzięło udział trzydziestu czterech strzelców z siedmiu państw.

## Wyniki
| Miejsce | Zawodnik                 | Punkty | Dogrywka |
| ------- | ------------------------ | ------ | -------- |
| 1       | Alfred Swahn             | 41     | 20       |
| 2       | Åke Lundeberg            | 41     | 17       |
| 3       | Nestori Toivonen         | 41     | 11       |
| 4       | Karl Larsson             | 39     |          |
| 4       | Oscar Swahn              | 39     |          |
| 4       | Anders Lindskog          | 39     |          |
| 7       | Heinrich Elbogen         | 38     |          |
| 8       | Adolph Cederström        | 37     |          |
| 8       | William Leushner         | 37     |          |
| 10      | Adolf Michel             | 36     |          |
| 11      | Johan Ekman              | 34     |          |
| 11      | Erik Sökjer-Petersén     | 34     |          |
| 13      | Erland Koch              | 33     |          |
| 14      | Ernst Rosenqvist         | 32     |          |
| 15      | Gustaf Lyman             | 31     |          |
| 15      | Wasilij Skrocki          | 31     |          |
| 15      | Peter Paternelli         | 31     |          |
| 15      | Axel Londen              | 31     |          |
| 15      | Nikolaos Lewidis         | 31     |          |
| 20      | Haralds Blaus            | 29     |          |
| 21      | Huvi Tuiskunen           | 28     |          |
| 21      | Iivo Väänänen            | 28     |          |
| 21      | Albert Preuß             | 28     |          |
| 24      | Horst Goeldel-Bronikoven | 27     |          |
| 24      | Emil Lindewald           | 27     |          |
| 26      | Per-Olof Arvidsson       | 26     |          |
| 26      | Karl Reilin              | 26     |          |
| 26      | Edward Benedicks         | 26     |          |
| 29      | Walter Winans            | 24     |          |
| 29      | Joanis Teofilakis        | 24     |          |
| 31      | Dmitrij Barkow           | 23     |          |
| 31      | Eberhard Steinböck       | 23     |          |
| 33      | Aleksandr Dobrżanski     | 22     |          |
| 34      | Pawieł Lieth             | 10     |          |